# داستين بيرغ
داستين بيرغ (بالإنجليزية: Dustin Berg)‏ هو عسكري أمريكي، ولد في 19 فبراير 1983.